# آراچ‌جی
آراچ‌جی (انگلیسی: Reichswerke Hermann Göring) شرکت خوشه‌ای آلمانی بود، که در سال ۱۹۳۷ تأسیس شد.